# Pariser Becken
Das Pariser Becken oder Anglo-Pariser Becken ist ein fossiles Sedimentbecken im Nordosten Frankreichs, im Westen Belgiens und im Südosten Englands. Es begann nach der Variszischen Orogonese im Perm einzusinken, individualisierte sich aber erst ab der oberen Trias. Bis zum Abklingen der Subsidenz im Oligozän akkumulierten im Pariser Becken über 3000 Meter an Sedimenten.

## Etymologie
Das Pariser Becken, franz. Bassin de Paris oder bassin parisien, wurde nach der französischen Hauptstadt Paris benannt, das eigentliche Beckenzentrum liegt aber etwas weiter östlich in der Brie.

## Geographie

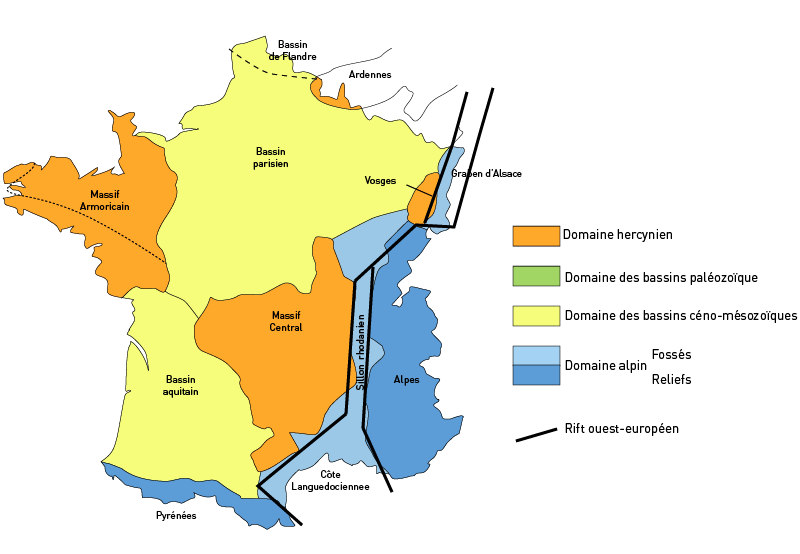
Die geologischen Provinzen Frankreichs mit dem Pariser Becken im Norden

Das Pariser Becken ist im Grundriss elliptisch. Seine größte Längserstreckung mit etwa 600 Kilometer verläuft in Nordost-Südwestrichtung zwischen Metz und Poitiers, in Südost-Nordwestrichtung sind es hingegen nur knappe 400 Kilometer. Es wird von folgenden variszischen Grundgebirgsaufbrüchen umrahmt:
- dem Armorikanischen Massiv im Westen,
- dem Rheinischen Schiefergebirge im Nordosten und Osten,
- den Vogesen im Osten und
- dem Zentralmassiv im Südosten und Süden.

Über den Seuil du Poitou im Südwesten stand es mit dem Aquitanischen Becken in Verbindung, nach Nordwesten öffnete es sich zum Ärmelkanal (Hampshire-Dieppe-Becken), nach Norden kommunizierte es über den Seuil de l'Artois mit dem Belgischen Becken, nach Osten bestand eine Verbindung zum Rheingraben und nach Südosten über den Seuil de Bourgogne zum Bresse-Graben. Ferner stand es mit den Gräben im nördlichen Zentralmassiv im Austausch (Limagne-Graben, Roanne-Graben).
Auch im Profilschnitt ist das Becken asymmetrisch aufgebaut, mit einem dünneren und flacher einfallenden Westflügel und einem etwas steileren, mächtigeren Ostflügel. Das Beckenzentrum befindet sich, wie bereits erwähnt, östlich von Paris am Ostrand der Brie (östlich von Château-Thierry). Die Bohrung von Courgivaux im Beckenzentrum traf das variszische Grundgebirge in einer Tiefe von 3186 Metern an, wohingegen unterhalb von Paris-Mitte das Grundgebirge rund 2000 Meter tief liegt.

## Geomorphologie

Geologische Karte Frankreichs

Geomorphologisch ist das Pariser Becken eine einem Tellerstapel vergleichbare Schichtstufenlandschaft. Die Schichtstufen sind im Ostteil des Beckens, bedingt durch den höheren Einfallswinkel (in westliche Richtung), wesentlich deutlicher ausgebildet als im Westen. Ausgehend vom östlichen Beckenrand (Vogesen) können folgende Schichtstufen angetroffen werden:
- Buntsandstein (Vosges gréseuses): sehr deutlich
- Muschelkalk (Côte du Muschelkalk): sehr deutlich
- Lias (Côte du Lias): deutlich
- Dogger (Côte de Moselle): deutlich
- Callovium/Oxfordium (Côte de Meuse): undeutlich
- Malm (Côte des Bars): sehr deutlich
- Oberkreide (Côte de Champagne): deutlich
- Eozän/Oligozän (Côte de l'Île de France): sehr deutlich

Im Westen lassen sich (bei nur geringem Einfallen nach Osten) die Schichtstufen des Doggers, der Oberkreide, des Eozäns und des Oligozäns (stellenweise auch nur des Oligozäns) erkennen.

## Geologie

### Grundgebirge

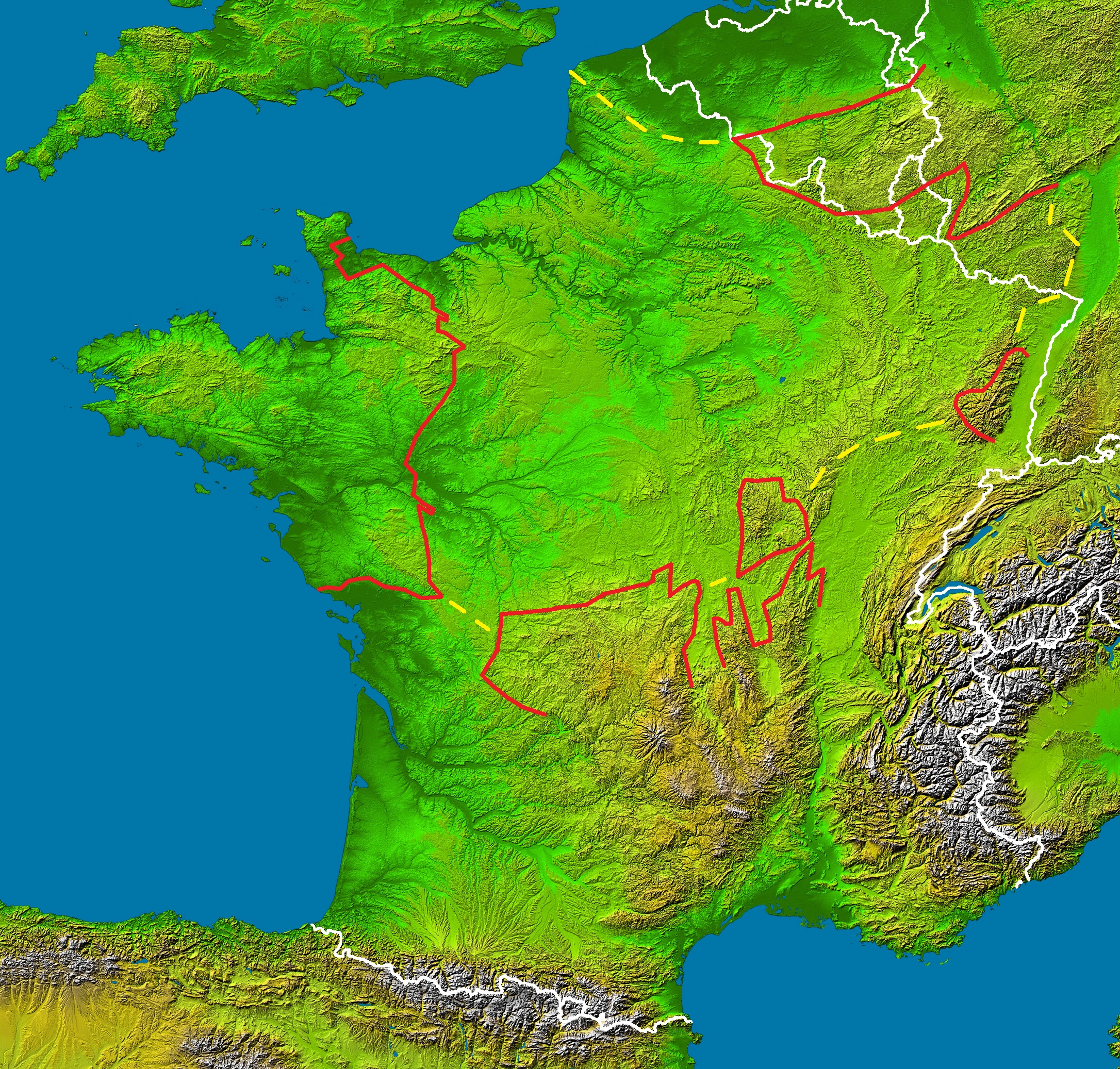
Umrisskarte des Pariser Beckens. Die umgebenden Grundgebirgsmassive in rot, gelb-gestrichelt die Verbindungen zu anderen Becken

Das variszische Grundgebirge des Pariser Beckens ist mittlerweile aufgrund zahlreicher Tiefbohrungen, seismologischer, gravimetrischer und geomagnetischer Untersuchungen recht gut bekannt. Es besteht ähnlich wie die umliegenden Grundgebirgsmassive vorwiegend aus Kristallingesteinen (Gneise und Granite) mit dazwischenliegenden, wenig bis schwach metamorphosierten Sedimentterranen des Neoproterozoikums und des Paläozoikums.
Das Grundgebirge wird von mehreren bedeutenden Lineamenten durchzogen. Am wichtigsten dürfte zweifellos die Bray-Störung sein, da sie eine variszische Terrangrenze darstellt. Ihr nördlicher Verlauf von Dieppe bis Gouvieux, der sich bis an die Oberfläche durchgepaust hat, wird von der Bray-Antiklinale markiert. Im Untergrund trennt die Südost-streichende Störung den Kadomischen Block im Westen von der Rhenoherzynischen Zone im Osten ab. Im Beckenzentrum ist sie an der Oberfläche nicht mehr zu erkennen, sie dürfte aber hier langsam über Bouchy und Juvanzé in die Ostrichtung eindrehen und sich dann in der Vittel-Störung (Vogesennordrand) fortsetzen. In ihrem verdeckten Teil separiert die Störung die Zentralarmorikanische Zone im Südwesten von der Saxothuringischen Zone im Nordosten. Die Vittel-Störung trennt die Saxothuringische Zone im Norden  von der Moldanubischen Zone bzw. von der Morvan-Vogesen-Zone im Süden.
Eine weitere deutliche Störungszone des Grundgebirges wird durch eine positive magnetische Anomalie mit gleichzeitig negativer Schwereanomalie angezeigt. Diese in ihrem Nordteil bis zu 25 Kilometer breite Störungszone folgt von Fécamp ausgehend gestaffelten Bruchzonen bei Rouen, Rambouillet, Montivilliers, Gien, Sancerre, um bei Cérilly den Nordrand des Zentralmassivs zu berühren. An ihr erfolgten vertikale Versetzungsbeträge von bis zu 500 Meter, wobei der Ostteil absackte. Die Störung fungierte aber auch als sinistrale Seitenverschiebung mit Versetzungsbeträgen bis zu 70 Kilometer, zu erkennen an einem seitenversetzten Band von Leukograniten im nördlichen Zentralmassiv, das seine Fortsetzung im nördlichen Morvan findet. Die mehrphasige Entstehungsgeschichte dieser Störungszone dürfte bis ins Neoproterozoikum zurückreichen.
Erwähnenswert ferner die Nordost-streichende Metz-Störung, die der Terrangrenze zwischen der Rhenoherzynischen und der Saxothuringischen Zone folgt.

### Stratigraphie der Sedimentfolge

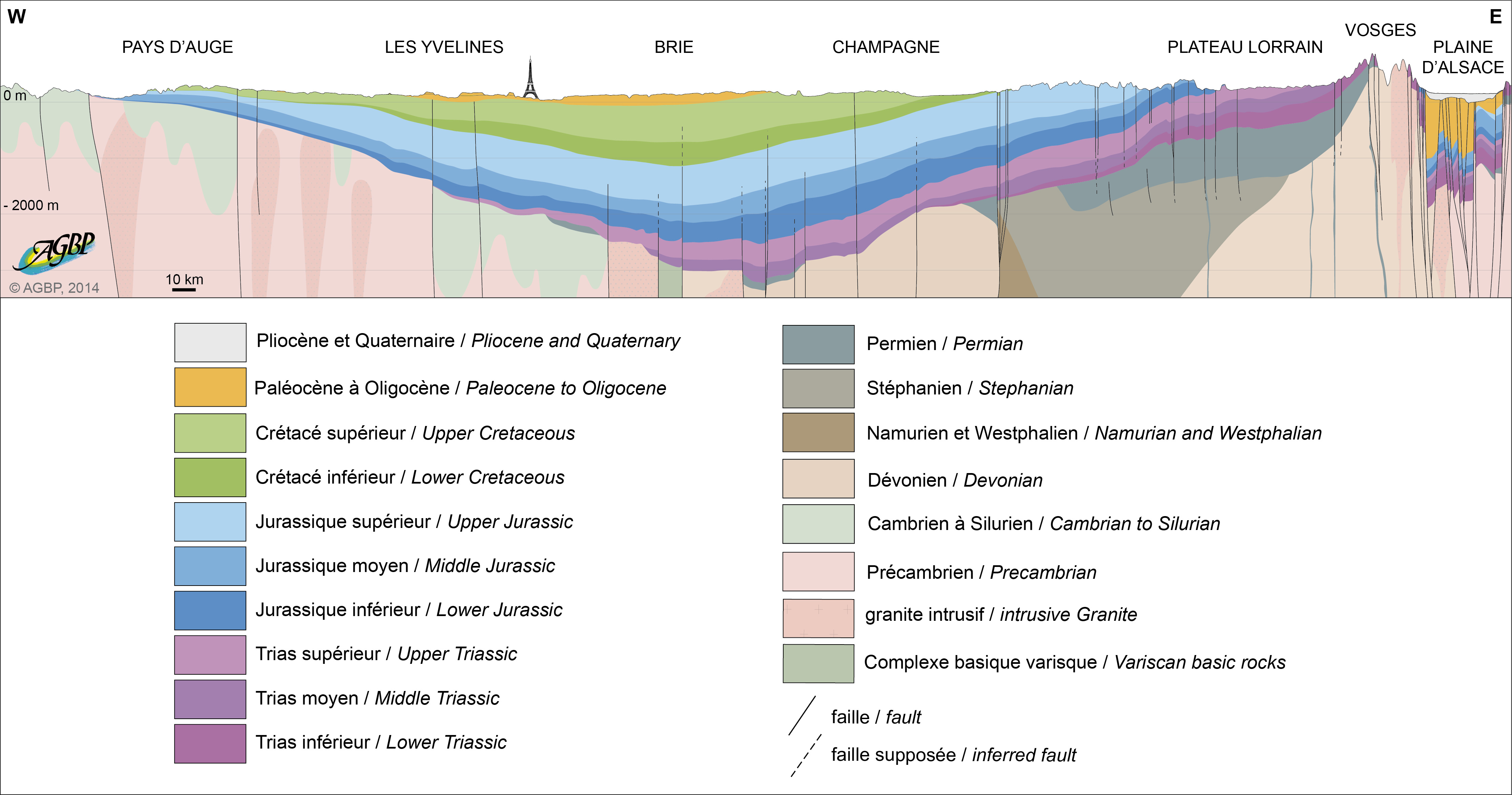
West-Ost-Schnitt vom Pays d’Auge bis zur Oberrheinischen Tiefebene

Die Sedimentation im Raum des Pariser Beckens begann nach Abklingen der variszischen Orogenese gegen Ende des Pennsylvaniums:

#### Perm
Im Unterperm erfolgte unter Krustendehnung der postorogene Kollaps des Variszikums. Weitverbreitete Grabenbruchsysteme füllten sich mit kontinentalem Abtragungsschutt, es entstanden die Sedimente des Rotliegend (vorwiegend rotgefärbte Arkosen). Die um 350 Meter mächtigen Sedimente unterlagern den Ostteil des Pariser Beckens, insbesondere das Umfeld der Vogesen (sie können jedoch im Saint-Dié-Becken bis zu 600 Meter an Mächtigkeit erreichen). An der Oberfläche stehen sie beispielsweise bei Villé und Saint-Dié (Saint-Dié-Formation) an. Folgende Formationen können im Rotliegend der Vogesen ausgeschieden werden (von jung nach alt):
- Saint-Dié-Formation
- Champenay-Formation
- Frapelle-Formation
- Meisenbuckel-Formation
- Triembach-Formation
- Albé-Formation

Gegen Ende des Rotliegend war die Variszidenkette bereits weitgehend eingeebnet, so waren Zentralmassiv-Morvan-Vogesen-Schwarzwald damals bereits nur noch ein unbedeutender Höhenzug (der so genannte Burgundische Sporn).

#### Trias

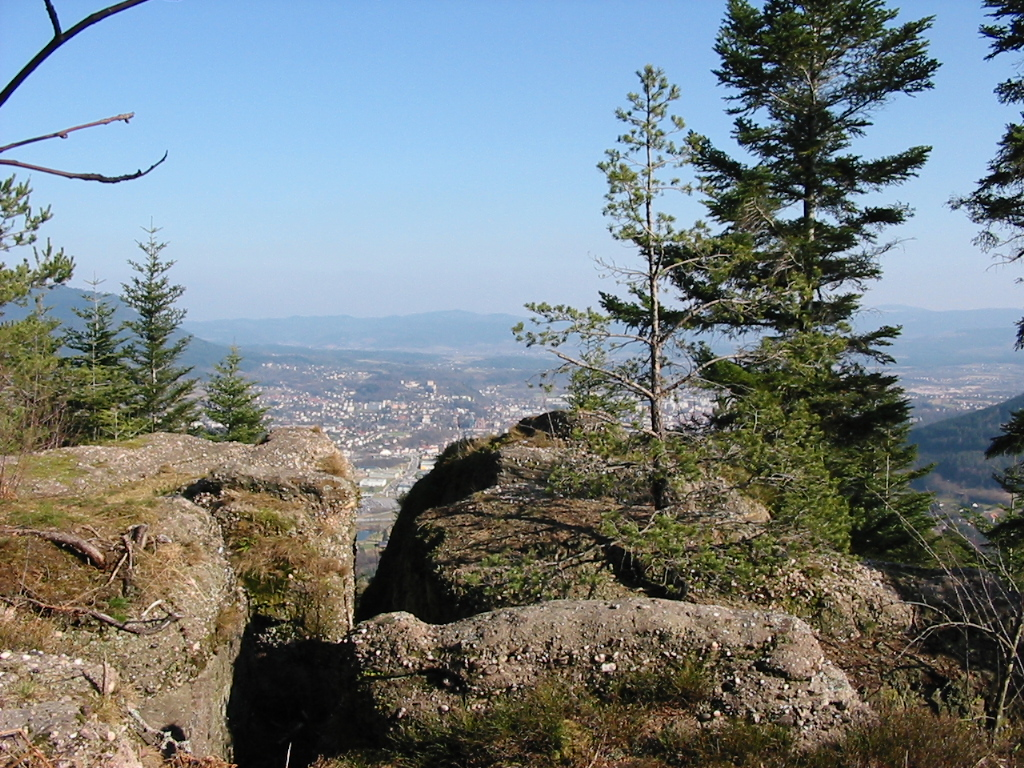
Konglomeratische Buntsandsteinfelsen bei Saint-Dié

Auch der folgende Buntsandstein (zu sehen bei Épinal und Sarrebourg) aus der Untertrias war kontinentalen Ursprungs (vorwiegend fluviatile Sedimente in Zopfstrom- und Deltafazies) und blieb ebenfalls auf den Ostrand des Beckens (Vogesen, Lothringen) beschränkt.
Sedimentationsrichtung war generell nach Nordost zum sich bildenden Germanischen Becken. Der Buntsandstein erreicht maximal 490 Meter an Mächtigkeit. Wie das vorangegangene Rotliegend wurde auch er unter ariden bis semiariden klimatischen Bedingungen abgelagert. Er lässt sich wie folgt untergliedern (vom Hangenden zum Liegenden):
- Oberer Buntsandstein mit
  - Grès à Voltzia
  - Couches intermédiaires
- Mittlerer Buntsandstein mit
  - Conglomérat principal
  - Grès vosgien
- Unterer Buntsandstein mit
  - Grès d'Annweiler
  - Grès de Senones

Die  Reliefunterschiede waren nach Abschluss der Buntsandsteinsedimentation größtenteils begradigt worden (der Buntsandstein enthält sogar bereits vereinzelte marine Horizonte), so dass während der Mitteltrias das Muschelkalkmeer, eine tropische Flachsee in arider Umgebung, von Südwestdeutschland aus in den östlichen Raum des Pariser Beckens vorstoßen konnte (bis in die Champagne). Die Ablagerungen des Muschelkalks lassen sich wie folgt gliedern:
- Oberer Muschelkalk
  - Calcaire à térébratules
  - Calcaire à cératites
  - Calcaire à entroques
- Mittlerer Muschelkalk
  - Dolomie à Lingules (auch couches blanches)
  - Marnes bariolées (couches grises und couches rouges)
- Unterer Muschelkalk
  - Dolomie à Myophoria orbicularis
  - Grès coquilier

Zu Beginn des Mittleren Muschelkalks brach die Verbindung über den Seuil de Bourgogne ab, so dass es im Becken zur Abscheidung von Evaporiten (Gips, Steinsalz) kam. Während des Oberen Muschelkalks erreichte dann das Meer seinen (vorläufigen) Höchststand (Calcaire à cératites).
Die hierauf folgende Transgression des evaporitischen Keupermeeres erreichte schließlich auch den Westteil des Pariser Beckens. Der Keuper ist wie folgt aufgebaut:
- Oberer Keuper oder Rhätium
  - Marnes de Levallois (auch Argiles rouges de Levallois)
  - Grès rhétiens (auch Grès à avicula contorta)
- Mittlerer Keuper
  - Argiles de Chanville
  - Dolomie de Beaumont
  - Grès à roseaux
  - Marnes irisées
- Unterer Keuper oder Lettenkohle
  - Dolomie limite
  - Marnes bariolées
  - Dolomie inférieur

Ab dem Mittelkeuper kam es zu erstmaligen Absenkbewegungen im Raum der Brie und somit zum Beginn einer eigenständigen sedimentären Entwicklung im Pariser Becken. So sedimentierten gegen Ende der Trias (Rhätium) im Beckenzentrum die Sandsteine der Grès rhétiens und darüber die Mergel der Marnes de Levallois.

#### Jura
Im Lias erfolgte eine erneute, ebenfalls aus Osten kommende Transgression, die sich sukzessive über das gesamte Becken ausbreitete. Sie hinterließ während des Hettangiums, Sinemuriums und unteren Pliensbachiums am Beckenrand klastische Ablagerungen (Sande und sandige Mergel – Grès d’Hettange bzw. Luxemburger Sandstein, Grès de Virton und Marnes sableuses de Hondelange), im Beckeninneren jedoch die schichtstufenbildenden Kalke des Calcaire à gryphées. Die anschließende Sedimentation war bis zum Ende des Toarciums  vorwiegend von Mergelkalken und Tonschiefern geprägt. Zum Abschluss des Lias wurden an den Beckenrändern erneut detritische Sedimente abgesetzt (Minette – eisenhaltige Sedimente des Aaleniums in Lothringen). Die Liastransgression bewirkte im Pariser Becken ab dem Sinemur eine Verbindung des borealen Nordmeeres (über den Ärmelkanal und Mittelengland) mit dem Germanischen Meer. Gleichzeitig öffnete sich der Seuil du Poitou und es entstand eine Verbindung zum Aquitanischen Becken und damit zum Atlantik.
Die Schichtfolge des Lias im Einzelnen (von jung nach alt):
- Grès supraliasique
- Marnes à septarias
- Schistes carton – Toarcium
- Calcaires ferrugineux
- Marnes à Amaltheus margaritatus
- Calcaires à Prodactylioceras
- Marnes à Zeilleria – Pliensbachium
- Calcaires ocreux
- Argiles à Promicroceras
- Calcaire à gryphées – Hettangium und Sinemurium

Zu Beginn des Doggers wurden im Aalenium an den Beckenrändern erneut detritische Sedimente abgesetzt (Minette in Lothringen), die eisenhaltig waren. Es öffnete sich jetzt der Seuil de Bourgogne und ermöglichte den Zugang zum Tethysbereich, der bis zum Ende der Unterkreide bestehen bleiben sollte. Das Doggermeer war eine warme Flachsee, in der vorwiegend Kalke abgeschieden wurden (Oolithkalke des Bajociums). Es erreichte im Bathonium seine maximale Ausdehnung. Während des Calloviums und des Unteren Oxfordiums (Terrain à chailles) herrschten mergelige Ablagerungen vor.
Der Dogger besteht aus folgenden Formationen (vom Hangenden zum Liegenden):
- Argiles de la Woëvre – Callovium
- Dalle d'Étain
- Marnes à rhynchonelles
- Caillasse à Anabacia – Bathonium
- Oolithe miliaire
- Marnes de Longwy
- Calcaires à polypiers
- Calcaires de Haut-Pont
- Calcaires d'Ottange
- Marnes de Charennes – Bajocium
- Minette – Aalenium

Nach Beginn des Malms wurden die Mergel im Oberen Oxfordium durch Riffkalke abgelöst (Schichtstufe der Côte de Meuse). Die Riffkalke zogen sich während des Kimmeridgiums langsam nach Südosten in den Juraraum zurück und wurden durch feindetritische Mergel ersetzt. Darüber legten sich die sehr harten, sublithographischen Kalke des Tithoniums.
Das Oxfordium setzt sich im Einzelnen aus folgenden Formationen zusammen (von jung nach alt):
- Calcaires à Astartes
- Oolithe de Lamothe
- Oolithe de Saucourt
- Oolithe de Doulaincourt
- Calcaires coralliens
- Calcaires oolithiques
- Entroquite d'Euville
- Calcaires à coraux de Foug
- Marnes blanches des Eparges
- Oolithe ferrugineuse
- Calcaires marneux d'Ornes
- Terrains à chailles

Das mergelbetonte Kimmeridgium besteht aus:
- Calcaires blancs
- Marnes à exogyres
- Calcaires rocailleux à pterocères

Das den Jura abschließende Tithonium enthält die Formationen:
- Calcaires et dolomies gris verdâtres
- Calcaires cariés
- Oolithe de Bure
- Calcaires argileux à débris
- Calcaires lithographiques

#### Kreide
Zu Beginn der Kreide fiel das Pariser Becken durch die Purbeck-Regression trocken und der Oberjura wurde erodiert. Die Winkeldiskordanz der Unterkreide kann bis ins Obere Oxfordium (Oolithe de Saucourt) heruntergreifen. Bis zum Aptium wurden von nun an kontinentale Sedimente abgelagert, vorwiegend Tone und Deltasande in Wealden-Fazies. Gleichzeitig erfolgte aber bereits ab dem Berriasium vom Jura im Südosten ausgehend eine langsame marine Inkursion, die im Barremium wieder das Beckenzentrum erreichen sollte. Im Verlauf des Albiums/Aptiums wurde dann schließlich erneut eine Verbindung mit dem borealen Nordmeer etabliert. Sedimentiert wurden zu diesem Zeitpunkt glaukonitische Grünsande und Tone des Gault.
Folgende Formationen kennzeichnen die Unterkreide (von jung nach alt):
- Gaize d'Argonne
- Argiles du Gault und Argiles tégulines
- Sables verts – Albium
- Sables blancs
- Argiles plastiques und Argiles à plicatules – Aptium
- Borne de fer
- Argiles plastiques à rares bancs calcaro-marneux – Barremium
- Calcaires à spatangues – Hauterivium
- Sables ferrugineux – Valanginium

Mit dem Beginn der Oberkreide im Cenomanium wurde der Einfluss des Nordmeeres auf die Sedimentation im Pariser Becken tonangebend – dieser sollte bis zum Unteren Eozän bestehen bleiben. Im Cenoman öffnete sich ferner der Zugang zum Aquitanischen Becken über den Seuil du Poitou, wohingegen die Verbindung über den Seuil de Bourgogne abriss. Das Cenoman bildete im Pariser Becken noch eine Unzahl verschiedener Fazies aus. Erst im Turonium begannen sich die Verhältnisse mit den Ablagerungen der Kreide wieder zu vereinheitlichen – ausgenommen die Touraine, die mehr detritisch bestimmte Sedimente aus dem Zentralmassiv erhielt. Die Kreidesedimentation dauerte im Pariser Becken bis zum Ende des Campaniums.

#### Paläogen
Nach langanhaltender Emersion während des gesamten Maastrichtiums, kam es im Verlauf des Daniums zu einer erneuten Transgression. Das Meer rückte sowohl von Norden (borealer Bereich) als auch von Westen (Atlantischer Ozean) in das Pariser Becken vor. Während des Daniums und des Selandiums hielten sich die beiden Einflüsse noch die Waage – sedimentiert wurden biogene Algenkalke und Mergel –, aber bereits im Thanetium wurde der Einfluss des Nordmeeres bestimmend, zu sehen an den Sanden der Sables de Bracheux bei Beauvais. Im Ypresium öffnete sich eine Verbindung zum Atlantik über den Ärmelkanal und ermöglichte das Einwandern der Großforaminifere Nummulites planulatus (Sables de Cuise). Das Untere Lutetium entwickelte nach einer grobglaukonitischen Phase eine ausgedehnte Kalksedimentation mit dem Pierre à liards (Nummulitenkalk mit Nummulites laevigatus) und der Banc royal (Milliolenkalk mit Orbitolites complanatus).
Im Mittleren Lutetium hob sich als Teil der großräumigen Aufwölbung London-Brabant-Ardennen die Artois-Antiklinale heraus und unterband definitiv den Zugang des Pariser Beckens zum Nordmeer. Ab dem Oberen Lutetium war das Pariser Becken folglich nur noch ein Ableger des westlichen Ärmelkanals mit restriktiver Sedimentation, welche nach Ablagerung von Sanden des Auversien, sowie Sanden und Kalken (Calcaire de Saint-Ouen) des Marinésien in den Gipsen des Ludien ihren Höhepunkt fand.
Eine letzte Transgression ins Zentrum des Pariser Beckens ging im Oligozän vonstatten. Es bildeten sich lagunäre Sedimente (grüne Tone) gefolgt von den brackischen Marnes à Huîtres. In der Brie weiter im Osten wurden zur selben Zeit Kalke abgesetzt. Zum Höhepunkt der oligozänen Transgression erreichte das Meer über das Seinetal noch das Orléanais und hinterließ die Sables de Fontainebleau. Danach erfolgte der Rückzug über das Tal der Loire. Zurück blieb in der Beauce ein riesiger Binnensee mit Süßwasserkalksedimentation.

#### Neogen
Im Verlauf des Neogens blieben weitere marine Inkursionen im zentralen Pariser Becken aus. Transgressionspulse beschränkten sich auf die Peripherie – Loirefurche (im Mittleren Miozän und erneut im Pliozän (Redonien)) und Ärmelkanal (bis in die Haute-Normandie im Pliozän).
Ab dem Pliozän wurde das Pariser Becken epirogenetisch um 100 bis 200 Meter angehoben. Dies bewirkte eine Akzentuierung der Schichtstufen, ein Herauspräparieren von Inselbergen und ein verstärktes Einschneiden der Flussläufe.
In den Kaltzeiten des Pleistozäns („Eiszeit“) erfolgten die letzten geomorphologischen Veränderungen unter periglazialen Bedingungen. Gleichzeitig wurde von der Picardie bis in die Beauce fruchtbarer Löss auf den kalkigen Schichttafeln abgesetzt.

## Stratotypen
Für die Geschichte der Geologie ist das Pariser Becken von großer Bedeutung, da sich in ihm zahlreiche Stratotypen der hier definierten Stufen befinden (von jung nach alt geordnet):
- Lutetium: Nach dem lateinischen Namen von Paris. Definiert 1883 von Albert de Lapparent im Calcaire grossier. Stratotypen bei Saint Leu d'Esserent und Saint-Vaast-lès-Mello
- Turonium: Nach der lateinischen Bezeichnung Turonia von Tours. Definiert 1852 von Alcide Dessalines d’Orbigny. Typregion zwischen Saumur und Montrichard.
- Cenomanium: Nach der lateinischen Bezeichnung Cenomanum für Le Mans. Definiert 1847 von d'Orbigny.
- Albium: Abgeleitet vom Lateinischen Alba für die Aube. Definiert 1842 von d'Orbigny.
- Bajocium: Vom Lateinischen Bajocae für Bayeux. Definiert 1842 von d'Orbigny.
- Toarcium: Vom Lateinischen Toarcium für Thouars. Definiert 1842 von d'Orbigny. Stratotyp beim Steinbruch von Vrines, 2 Kilometer nordwestlich von Thouars.
- Sinemurium: Vom Lateinischen Sinemurum Briennense castrum für Semur-en-Auxois. Definiert 1842 von d'Orbigny.
- Hettangium: Abgeleitet von der Ortschaft Hettange-Grande in Lothringen. Vorgeschlagen 1864 von Eugène Renevier.

## Bedeutende Fossilfundstellen

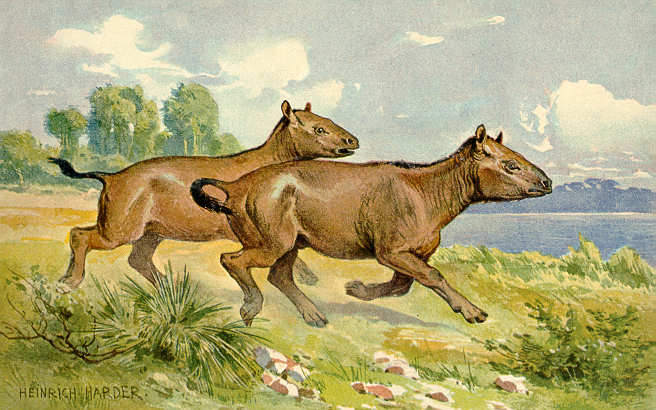
Rekonstruktion von galoppierenden Palaeotherien

Zu den bedeutenden Fossilien-führenden Formationen im Pariser Becken zählen:
- Marnes de Pantin (Priabonium): Mit Säugetierresten (Anoplotherium und Xiphodon) sowie Ostrakoden, Characeen und Pollen von Kiefern (Pinus), Zedern (Cedrus) und Fichten (Picea)
- Première masse de gypse (Priabonium): Hier entdeckte Georges Cuvier die Säugetiere Palaeotherium magnum, Anoplotherium commune und Xiphodon gracile sowie den Vogel Rallus intermedius.
- Sables d'Auvers (Bartonium): Extrem reiche Molluskenfauna mit mehr als 500 Taxa.
- Marnes irisées supérieures („Keuper“): Dinosaurierfunde (Plateosaurus und Thecodontosaurus)
- Grès à Voltzia („Buntsandstein“): Enthält eine ausgesprochen vielseitige Insektenfauna, darunter vor allem Schaben (Blattodea) und Käfer (Coleoptera).[1]

## Bodenschätze
Das Pariser Becken führt folgende Bodenschätze:
- Steinsalz und Gips im Mittleren Muschelkalk (bei Château-Salins, Marsal und Dieuze) sowie im Mittleren Keuper.
- Eisenerze (Minette) im Aalenium Lothringens (bei Ludres)
- Steinkohlenflöze im Oberkarbon Ostlothringens (bei Forbach, Saint-Avold u. a.)